# Jan Kees de Jager
Jan Cornelis (Jan Kees) de Jager (ur. 10 lutego 1969 w Kapelle) – holenderski polityk i menedżer, w latach 2010–2012 minister finansów.

## Życiorys
Absolwent zarządzania przedsiębiorstwem na Nyenrode Business Universiteit (1990). Następnie kształcił się w zakresie ekonomii oraz prawa na Uniwersytecie Erazma w Rotterdamie. W 1992 współtworzył i objął stanowisko dyrektora w przedsiębiorstwie Spectra Vision działającym w branży technologii informacyjnych, od 1997 był głównym menedżerem firmy ISM eCompany.
Zaangażował się w działalność polityczną w ramach Apelu Chrześcijańsko-Demokratycznego. W latach 2007–2010 pełnił funkcję sekretarza stanu ds. finansów. 23 lutego 2010 objął obowiązki ministra finansów w czwartym rządzie Jana Petera Balkenende, po tym, jak PvdA opuściła koalicję rządzącą. W 2010 uzyskał mandat posła do Tweede Kamer. W zaprzysiężonym 14 października tegoż roku rządzie premiera Marka Ruttego zachował stanowisko ministra finansów, które zajmował do 5 listopada 2012. Powrócił później do sektora prywatnego.
Oficer Orderu Oranje-Nassau (2012).
Jest gejem, co ujawnił publicznie w 2011.